# Nothoprocta
A Nothoprocta a madarak osztályának tinamualakúak (Tinamiformes) rendjébe és a tinamufélék (Tinamidae) családjába tartozó nem.

## Rendszerezésük
A nemet Philip Lutley Sclater és Osbert Salvin írták le 1873-ban, az alábbi 6 faj tartozik ide:
- Taczanowski-tinamu (Nothoprocta taczanowskii)
- Nothoprocta ornata
- chilei tinamu (Nothoprocta perdicaria)
- Nothoprocta cinerascens
- Nothoprocta pentlandii
- Nothoprocta curvirostris

## Előfordulásuk
Dél-Amerika területén honosak. Természetes élőhelyeik a szubtrópusi és trópusi legelők és cserjések, valamint szántóföldek. Állandó, nem vonuló fajok.

## Megjelenésük
Testhosszuk 25,5–36 centiméter közötti.